# Federico Martorell
Federico Martorell Rigo (Rosario, 26 marzo 1981) è un ex calciatore argentino, di ruolo difensore.